# Pseudobaptria continuata
Pseudobaptria continuata là một loài bướm đêm trong họ Geometridae.